# Charles Rees

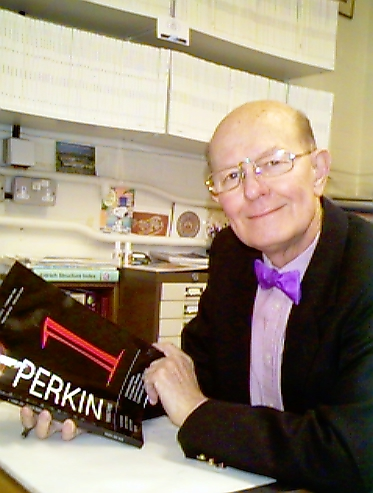
Charles Rees

Charles Wayne Rees CBE (* 15. Oktober 1927 in Ägypten; † 21. September 2006 in London) war ein britischer Chemiker (Organische Chemie).
Rees ging in Farnham (Surrey) zur Schule und war drei Jahre Laborant beim Royal Aircraft Establishment. Danach studierte er Chemie an der Universität Southampton mit dem Abschluss 1950. Er wurde in Southampton promoviert, war als Post-Doktorand an der Australian National University (die auch anfangs einen Außenposten in London unterhielt) bei Adrien Albert (1907–1989) und war ab 1955 Assistant Lecturer am Birkbeck College der Universität London. 1957 wurde er Lecturer und dann Reader am King’s College der Universität London, wo er mit Donald Hey über Chemie von Heterocyclen zusammenarbeitete. 1965 wurde er Professor an der University of Leicester und 1969 an der University of Liverpool. 1977 wurde er dort Heath Harrison Professor für Organische Chemie als Nachfolger von George Wallace Kenner und 1978 Hofmann Professor für Organische Chemie am Imperial College London. 1993 ging er in den Ruhestand.
Er befasste sich mit Mechanismen der Organischen Chemie und Synthese, besonders der Chemie von Heterocyclen (Erzeugung und Eigenschaften neuer Ringe, besonders Aromate und Antiaromate, reaktive Zwischenstufen, Heterocyclen mit vielen Stickstoff- und Schwefelatomen). Von ihm stammen über 450 wissenschaftliche Veröffentlichungen.
Er war Fellow der Royal Society (1974) und der Royal Society of Chemistry und CBE (1995). 1994 wurde er Ehrendoktor in Leicester. 1974 war er Tilden Lecturer und 1984 Pedler Lecturer der Royal Society of Chemistry, deren Preis in Heterocyclen-Chemie er 1980 als Erster erhielt. 1992 bis 1994 war er Präsident der Royal Society of Chemistry. Er war auch 1981 bis 1983 Präsident von deren Perkin Division und führte vier Jahre deren Verlagsabteilung. 1994 erhielt er den Senior Award der International Society for Heterocyclic Chemistry.
Er war zeitweise mit Alan Katritzky Herausgeber von Comprehensive Heterocyclic Chemistry und von Comprehensive Organic Functional Group Transformations.

## Schriften
- mit T. L. Gilchrist:  Carbenes, nitrenes and arynes, London: Nelson 1969